# Медазепам
Медазепам (англ. Medazepam, лат. Medazepamum) — синтетичний лікарський засіб, що відноситься до денних транквілізаторів з групи похідних бензодіазепіну, що застосовується перорально.

## Фармакологічні властивості
Медазепам — синтетичний лікарський засіб, що відноситься до денних транквілізаторів з групи похідних бензодіазепіну. Механізм дії препарату полягає у взаємодії з бензодіазепіновими рецепторами в алостеричному центрі постсинаптичних рецепторів гамма-аміномасляної кислоти, що розміщені в лімбічній системі та стовбурі головного мозку, що приводить до гальмування міжнейронної передачі у вказаних відділах мозку. Медазепам має анксіолітичну, протисудомну, міорелаксуючу дію, та майже не має снодійної дії. Препарат, на відміну від інших препаратів групи бензодіазепіну, має також частковий активуючий ефект на ЦНС, що сприяє зниженню впливу на працездатність, у зв'язку із чим медазепам можна застосовувати протягом денної частини доби. Медазепам застосовується при неврозах, психопатіях із тривожністю, нервовій напруженості, вегето-судинній дистонії, мігрені, передменструальному синдромі та клімактеричному синдромі, а також при абстинентному синдромі при хронічному алкоголізмі та енурезі в дітей. Проте тривале, а також безконтрольне застосування, медазепаму призводить до розвитку психологічної або фізичної залежності від препарату. Основними симптомами залежності від клоназепаму є зниження концентрації уваги, дезорієнтація, головокружіння, сонливість, в'ялість, порушення координації рухів, амнезія, іноді — ейфорія, сплутаність свідомості, депресія, тремор, головний біль, безконтрольні рухи тіла. При різкій відміні препарату можуть спостерігатись дратівливість, тривожність, збудження, страх, головний біль, безсоння, підвищене потовиділення, депресія, парестезії, судоми, галюцинації.

### Фармакокінетика
Медазепам при прийомі всередину швидко всмоктується та розподіляється в організмі, біодоступність препарату при пероральному прийомі складає від 49 до 75 %, максимальна концентрація в крові досягається протягом 1—2 годин. Медазепам майже повністю (на 99,8 %) зв'язується з білками плазми крові. Метаболізується медазепам в печінці з утворенням кількох активних метаболітів, серед яких є й діазепам, який і сам застосовується як самостійний лікарський препарат. Період напіввиведення медазепаму становить 20-176 годин, а його метаболіту нордіазепаму подовжується до 200 годин, цей час може збільшуватися при печінковій та нирковій недостатності.

## Показання до застосування
Медазепам застосовується при неврозах, психопатіях із тривожністю, нервовій напруженості, вегето-судинній дистонії, мігрені, передменструальному синдромі та клімактеричному синдромі.

## Побічна дія
При застосуванні медазепаму можуть спостерігатися наступні побічні ефекти:
- Алергічні реакції — шкірні алергічні реакції.
- З боку травної системи — нудота, блювання, сухість у роті, диспепсія.
- З боку нервової системи — на початку лікування підвищена стомлюваність, м'язова слабість, сонливість, загальмованість, порушення координації рухів, головний біль, рідше сплутаність свідомості та атаксія; при тривалому застосуванні диплопія, ністагм, тремор, дизартрія, погіршення настрою, парадоксальні реакції (у тому числі гостре психомоторне збудження), амнезія, депресія, сплутаність свідомості.
- З боку серцево-судинної системи — рідко артеріальна гіпотензія, тахікардія, біль у грудній клітці.
- З боку дихальної системи — при обструкції дихальних шляхів пригнічення дихання, спазм голосових зв'язок.
- З боку сечостатевої системи — зниження лібідо, порушення менструального циклу, зниження потенції, затримка сечі.

При передозуванні медазепаму спостерігається різка загальмованість, виражена сонливість, ністагм, апное, пригнічення серцевої діяльності — гіпотонія та брадикардія, зниження чутливості до болю, порушення координації рухів, парадоксальне збудження, дизартрія, клонічні посмикування кінцівок, пригнічення рефлексів, порушення свідомості з переходом у кому та летальний кінець. Як антидот медазепаму при передозуванні застосовується флумазепіл, що є специфічним антидотом бензодіазепінових рецепторів.

## Протипокази
Медазепам протипоказаний при підвищеній чутливості до препарату або до інших похідних бензодіазепінового ряду, вираженій міастенії, синдромі нічних апное, гострих порушеннях функції печінки або нирок, у першому триместрі вагітності, годуванні грудьми, особам у віці молодших 10 років.

## Форми випуску
Медазепам випускається у вигляді таблеток по 0,01 г. Медазепам випускається також у вигляді комбінованих препаратів з тримебутином, амітриптиліном і скополаміном.